# Продаја оружја у свету
Продаја оружја у свету један је од најуноснијих послова у многим развијеним и неразвијеним земљама. Према подацима из 2017. године, шведског Међународног Мировног истраживачког институт из Стокхолма, 100 највећих компанија које производе оружје и војну опрему забележилои су раст продаје од 1,9% у односу на 2016. годину, чија је вредност трговине достигла цифру од 374.000.000.000 америчких долара. Продају су највише повећал САД и Русија. Америчке фирме задржале су се на самом врху ове индустрије оружја с порастом продаје од 4%, односно на више од 217,2 милијарде долара, што чини 58% светске трговине. Док су руске компаније забележиле раст од 3,8% и оствариле прометод 26,6 милијарди долара. Резултате америчких компанија су бољи јер САД највише оружја испоручују војним мисијама америчке војске у иностранству, али и због потражње из других земаља, пре свега оних из НАТО савеза. Када су у питању руске фирми види се „успоравање темпа продаје“, једним делом и због блокаде Русије уведене од стране чланица НАТО савеза и њених присталица. Иако Кина није уврштена у истраживање продаје оружја у свету, због мањка поузданих података, шведски експерти верују да та земља спада у највеће произвођаче оружја на свету. Испоруке оружја на Блиски истоку већ неколок година достиже рекордан ниво.

## Дефиниција
Под продајом оружја (према експертима за оружје) сматра се сваку продају војне робе и услуга војним купцима како у земљи произвођача (домаћем тржишту), тако и у иностранству.

## Узроци раста продаје оружја
Главни разлози пораста продаје оружја у другој деценији 21. века изазван је:
- имплементацијом нових главних програма о оружју,
- увећаним бројем војних операција које су у току у неколико држава света, пре свега САД и Русије,
- дуготрајним регионалним напетостима, као одраз страха од могућег сукоба.

Све напред наведено доводи до повећања наруџбина за производњу оружја и ратне технике.

## Највећи произвођачи и продавци оружја
На листи 100 највећих произвођача оружја у 2017. године налази се доминантно, произвођачи војне опреме из САД и Западне Европе који држе доминантне позиције на глобалном тржишту оружја, с обзиром на чињеницу да 63 од 100 водећих произвођача има седиште у тим деловима света и да је њихов удео у глобалној продаји оружја у 2016. години износио више од 82%.
Америчка одбрамбена фирма Lockheed Martin - највећи је светски произвођач чији је раст продаје нарстао за 11% у 2016. години захваљујући повећању испоруке ловаца Ф-35, као и њихове фирме "Сикорски" која производи хеликоптере.
Америчке фирме (38) покривају више од половине тржишта — 57,9%, затим следи Западна Европа, па Русија са 10 компанија које су покриле 7,1% тржишта. У Европи су француске и италијанске фирме забележиле пад, док су британске и немачке расле. Западноевропске земље су укупну продају повећале за само 0,2%, а укупни приходи су им износили око 91,6 милијарди долара.
| Ранг | Произвођачи                     | Државе         | Продаја оружја (УСА $ у мил.) | Укупно продато (УСА $ у мил.) | Продаја оружја у % од укупне продаје | Укупан профит (УСА $ у мил.) | Укупно запослено |
| ---- | ------------------------------- | -------------- | ----------------------------- | ----------------------------- | ------------------------------------ | ---------------------------- | ---------------- |
| 1    | Lockheed Martin                 | САД            | 36,440                        | 46,132                        | 79                                   | 3,605                        | 126,000          |
| 2    | Boeing                          | САД            | 27,960                        | 96,114                        | 29                                   | 5,176                        | 161,400          |
| 3    | BAE Systems                     | УК             | 25,510                        | 27,355                        | 93                                   | 1,456                        | 82,500           |
| 4    | Raytheon                        | САД            | 21,780                        | 23,247                        | 94                                   | 2,067                        | 61,000           |
| 5    | Northrop Grumman                | САД            | 20,060                        | 19,683                        | 86                                   | 1,990                        | 65,000           |
| 6    | General Dynamics                | САД            | 19,240                        | 31,469                        | 61                                   | 2,965                        | 99,900           |
| 7    | Airbus                          | Европска унија | 12,860                        | 71,476                        | 18                                   | 2,992                        | 136,570          |
| 8    | United Technologies Corporation | САД            | 9,500                         | 61,047                        | 16                                   | 4,356                        | 197,200          |
| 9    | Leonardo S.p.A.                 | Италија        | 9,300                         | 14,412                        | 65                                   | 584                          | 47,160           |
| 10   | L3 Technologies                 | САД            | 8,770                         | 10,466                        | 84                                   | 282                          | 38,000           |

Током 2016. и 2017. године посебно су се издвојиле и компаније које су сместили у категорију „нових произвођача“. Ту су се нашле фирме из Бразила, Индије, Јужне Кореје и Турске, што се повезује са „безбедносном ситуацијом у региону“.
Приходи јужнокорејских компанија порасли су за чак 20,6%. Укупно седам корејских фирми се нашло међу 100 највећих у свету. И док су веће приходе забележили произвођачи из Бразила и Турске, они из Индије забележили благи пад
Према изјави руског политиколога Андреја Кошкина да је повећана потражња за руским оружјем и војном техником и опремомоо и то овако образлаже: 
„Посебно после победе над ДАЕШ-ом, највећом терористичком организацијом на свету. То је био сјајан показатељ да наше оружје и војна техника задовољавају и највише захтеве на тржишту оружја. Поред тога, наши стручњаци су у стању да обуче и друге војске да руским оружјем баратају подједнако добро као и ми. Истовремено, треба напоменути да Русија свеобухватно приступа развоју главних врста оружја и војне технике. Дакле, Русија данас диктира трендове, па је и то један од разлога због чега је наше оружје веома тражено“.
| 2012–2016 Ранг | Извозник  | Извезено оружја |
| -------------- | --------- | --------------- |
| 1              | САД       | 47,169          |
| 2              | Русија    | 33,186          |
| 3              | Кина      | 9,132           |
| 4              | Француска | 8,564           |
| 5              | Немачка   | 7,946           |
| 6              | УК        | 6,586           |
| 7              | Шпанија   | 3,958           |
| 8              | Италија   | 3,823           |
| 9              | Украјина  | 3,677           |
| 10             | Израел    | 3,233           |

## Највећи увозници оружја
Земље
Што се тиче увозника оружја, Индија је на челу. Друга најмногољуднија држава на свету у протеклих пет година купила је чак 14% свог оружја на светском тржишту, што је значајно повећање у односу на претходни период у којем је њихов удео износио 8,5%.
На другом месту је Саудијска Арабија са 7% удела на светском тржишту, што је готово три и по пута више него пре пет година (тада су имали удео од 2,1%).
Трећи су Уједињени Арапски Емирати са 4,7%.
Четврта је Кина са 4,6%, (њихов удео у увозу се смањио, на рачун знатног раста домаћа производње).
Пети највећи увозник је Аустралија са 3,6%.
Следе, од 6—10 места овим редоследом; Алжир, Турска, Ирак, Пакистан и Вијетнам.
Од топ пет држава увозница, њих 4 су највише куповале од САД-а (поготово УАЕ), али је највећи колач у највећој увозници Индији ипак припао Русима, чије оружје чини чак 70% свега што је Индија купила у протеклих пет година (на Американце отпада само око 14%). Што се тиче осталих преференција највећих увозница ваља приметити да је Вијетнам изузетно склон Русима (93% укупног увоза), а Јужна Кореја САД-у (80% укупног увоза). На овакву дистрибуцију утичу неке хладноратовске поделе. Вијетнам је иначе свој увоз оружја повећао за енормних 699%, углавном због безбедности и страха од кинеских претензија према неким острвима које Вијетнам сматра својима.
Региони
Што се тиче региона, навећи део оружја је увезена у Азију и Океанију (46%), следи Блиски исток (25%), чије су земље до сада превазишле Европљане (чије је удео у увозу у другој деценији 21. века опао са 21% на 11%).
| 2012–2016 Ранг | Увозник           | Увезено оружја |
| -------------- | ----------------- | -------------- |
| 1              | Индија            | 18,239         |
| 2              | Саудијска Арабија | 11,689         |
| 3              | УАЕ               | 6,593          |
| 4              | Кина              | 6,381          |
| 5              | Аустралија        | 5,636          |
| 5              | Алжир             | 5,312          |
| 7              | Турска            | 4,721          |
| 8              | Ирак              | 4,598          |
| 9              | Пакистан          | 4,494          |
| 10             | Вијетнам          | 4,273          |